# Shavit Kimchi
Shavit Kimchi (* 12. Januar 2002) ist eine israelische Tennisspielerin.

## Karriere
Kimchi begann mit acht Jahren das Tennisspielen und bevorzugt Hartplätze. Sie spielt bislang vor allem Turniere auf der ITF Women’s World Tennis Tour, wo sie bislang einen Titel im Einzel und fünf im Doppel gewann.
Ihr erstes Match für die israelische Fed-Cup-Mannschaft bestritt sie 2021. Inzwischen hat sie eine Bilanz von zwei Siegen bei einer Niederlage.

## Turniersiege

### Einzel
| Nr. | Datum        | Turnier   | Kategorie | Belag     | Finalgegnerin       | Ergebnis |
| --- | ------------ | --------- | --------- | --------- | ------------------- | -------- |
| 1.  | 16. Mai 2021 | Jerusalem | ITF W15   | Hartplatz | Jekaterina Jaschina | 6:4, 6:3 |

### Doppel
| Nr. | Datum            | Turnier        | Kategorie | Belag     | Partnerin     | Finalgegnerinnen                   | Ergebnis          |
| --- | ---------------- | -------------- | --------- | --------- | ------------- | ---------------------------------- | ----------------- |
| 1.  | 31. August 2019  | Kirjat Schmona | ITF W25   | Hartplatz | Maya Tahan    | Victoria Muntean Natalia Siedliska | 4:6, 6:4, [12:10] |
| 2.  | 9. November 2019 | Cancún         | ITF W15   | Hartplatz | Adrienn Nagy  | Tiphanie Fiquet Tea Jandrić        | 6:3, 6:2          |
| 3.  | 17. April 2021   | Antalya        | ITF W15   | Sand      | Adrienn Nagy  | Lee So-ra Misaki Matsuda           | 5:7, 6:2, [10:8]  |
| 4.  | 23. Oktober 2021 | Netanja        | ITF W25   | Hartplatz | Lina Glushko  | Linda Nosková Fanny Östlund        | 6:4, 6:2          |
| 5.  | 21. Mai 2022     | Akkon          | ITF W25   | Hartplatz | Nicole Khirin | Haruna Arakawa Natsuho Arakawa     | 5:7, 7:5, [10:8]  |